# Jean Daninos
Jean Clément Daninos (* 2. Dezember 1906 in Paris; † 13. Oktober 2001 in Cannes) war ein Unternehmer und Automobil-Konstrukteur.
Jean Daninos wurde 1906 in Paris als Kind griechischer Eltern geboren. Sein Großvater hieß Ernest Daninos, sein Cousin war der Ingenieur Adrian Daninos. Jean war 3 Jahre älter als sein Bruder, der Schriftsteller Pierre Daninos. Nach der Schulzeit, in der er schon durch seine Vorliebe für das Zeichnen von Automobilen auffiel, absolvierte er eine Ingenieur-Ausbildung. Nach seiner Militärzeit begann er im Jahr 1928 bei Citroën, wo er unter anderem an der Entwicklung des legendären Models Traction Avant beteiligt war. Nebenbei war er ein guter Sportler, der 1928 an den Olympischen Spielen in Amsterdam teilnahm. Nach der Übernahme von Citroën durch Michelin im Jahr 1934 wechselte er zum Flugzeugbauer Morane-Saulnier.
1936 eröffnete er ein eigenes Entwurfsbüro und 1938 im englischen Somerset eine Fabrik für Flugzeugteile. Im Dezember 1939 gründete er Facel (Forges et Ateliers de Construction d'Eure-et-Loir / Werkstätten und Entwurfs-Ateliers in Eure-et-Loir). Kurz danach eröffnete er eine zweite Fabrik im Pariser Vorort Colombes. Während des Krieges wurden hauptsächlich Metallteile für den Flugzeugbau produziert. Nach dem Zweiten Weltkrieg begann Facel mit dem Geschäft als Zulieferer für die Automobil-Industrie, so produzierte man diverse Metallformteile u. a. für Ford und Simca. Allein 45.000 Aluminium-Karosserien gingen an Panhard. Facel konstruierte und produzierte unter Federführung von Jean Daninos allmählich eigene Kleinserien von Luxuswagen für diese Hersteller (1950 Bentley Cresta, 1952 Ford Comète, 1954 Delahaye VLR).
Ab Mitte der 50er Jahre wurde ein erstes eigenes Modell, der Facel Vega entwickelt und in Kleinserie an die Reichen und Berühmten dieser Welt verkauft. Weitere schlossen sich an. Bis Anfang der 1960er Jahre lief das Geschäft gut. Die ca. 3000 Fahrzeuge galten und gelten neben den Bugattis als die schönsten Autos, die je in Frankreich gebaut wurden. Als es aber zu Schwierigkeiten kam – man hatte statt der bisher verwendeten amerikanischen Motoren eigene entwickelt – musste Daninos 1961 sein Amt als Generaldirektor abgeben. 1964 wurde die Produktion endgültig eingestellt. Er erlag schließlich 94-jährig in Cannes einem Krebsleiden und wurde in Jouy-en-Josas (Département Yvelines) beigesetzt. Kurz zuvor hatte er sich noch um ein Wiederaufleben seiner Marke bemüht.